# Thomas William Coke, 1. Earl of Leicester

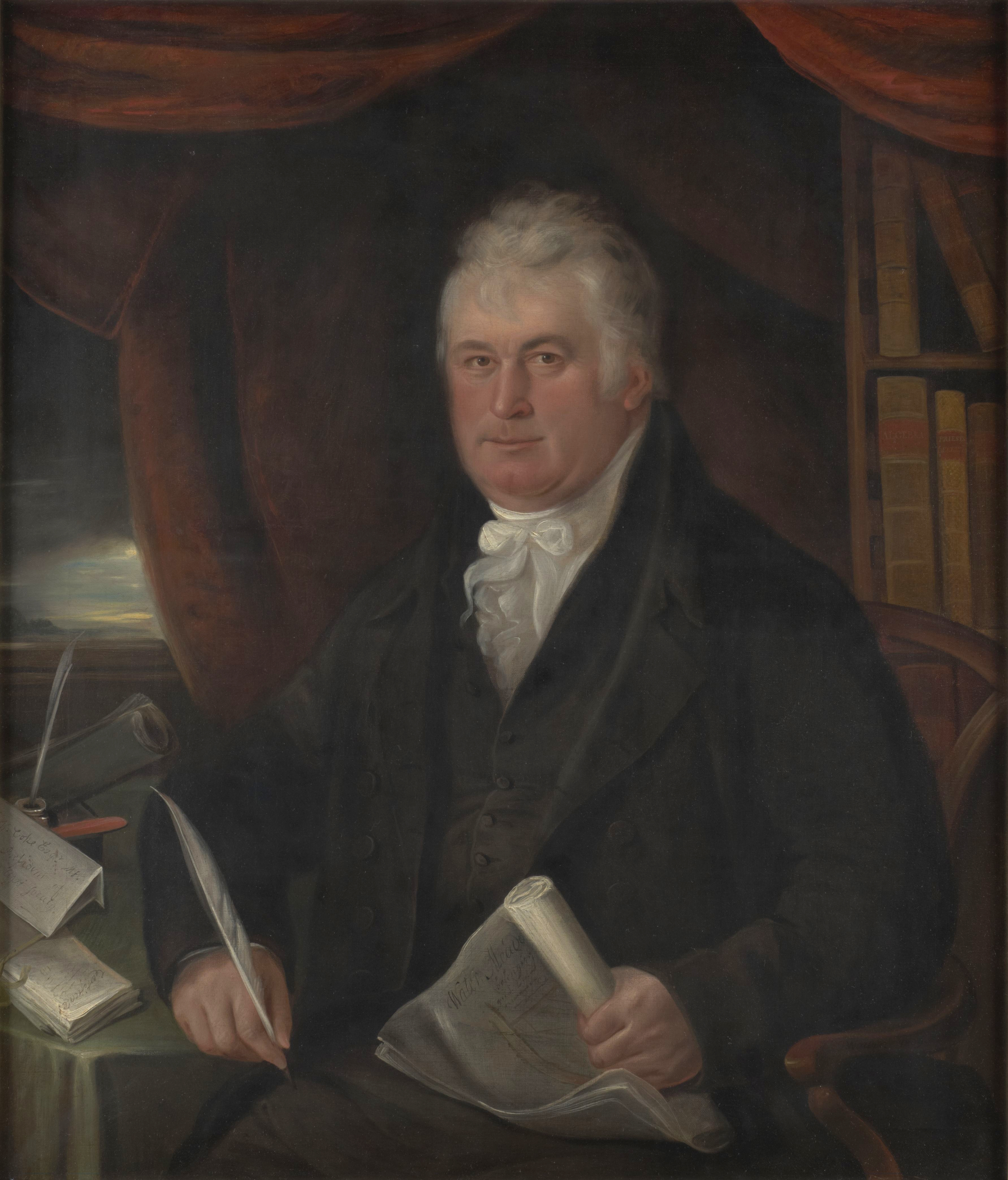
Thomas William Coke, 1. Earl of Leicester

Thomas William Coke, 1. Earl of Leicester (* 6. Mai 1754 in London; † 30. Juni 1842), auch Coke of Norfolk oder Coke of Holkham genannt, war ein britischer Politiker und Agrarreformer.

## Leben
Thomas Coke war der Sohn des Großgrundbesitzers Wenman Coke, einem britischen Mitglied des Unterhauses, und dessen Frau Elizabeth. Er besuchte mehrere Schulen, darunter das Eton College, bevor er die sogenannte Grand Tour, die obligatorische Reise durch Europa, unternahm, die für viele Söhne der gehobenen Schichten Teil des Bildungsprogramms war. Cokes Vater starb 1776, nachdem Coke nach Großbritannien zurückgekehrt war und geheiratet hatte. Zu dem Erbe, das ihm sein Vater hinterließ, gehörte ein umfangreicher Landbesitz in Norfolk im Nordosten Englands. 1776 wurde Coke Mitglied des britischen Unterhauses und schloss enge Freundschaft mit dem britischen Staatsmann Charles James Fox. Politisch arbeitete er eng mit William Windham zusammen, den er bereits aus seiner Zeit am Eton College kannte.
Als Unterstützer von Charles James Fox verlor Thomas Coke bei der britischen Parlamentswahl 1784 seinen Sitz im Unterhaus und kehrte nach Norfolk zurück, um sich dort um seinen Landbesitz und die Erweiterung seines Familiensitzes Holkham Hall zu kümmern.
Coke gewann bei der Wahl zum Unterhaus 1790 erneut einen Sitz im Parlament und behielt diesen Sitz bis 1832. Er äußerte sich primär zu Sachverhalten, die von Interesse für Landbesitzer waren, darunter beispielsweise den Corn Laws, die durch hohe Einfuhrzölle und Einfuhrverbote die heimische Landwirtschaft protegierten. Sein zweiter Schwerpunkt waren die bürgerlichen Rechte. So protestierte er beispielsweise scharf gegen die Reaktion der britischen Regierung zum Peterloo-Massaker. Als „größter Bürgerlicher in England“ gepriesen, nutzte er die Verabschiedung des Reform Act 1832, mit dem unter anderem die Wahlkreise neu gezogen wurden, um sich aus dem politischen Leben zurückzuziehen.
Kurz darauf, im Juli 1837, wurde er als Earl of Leicester, mit dem nachgeordneten Titel Viscount Coke, in den erblichen Adelsstand erhoben. Mit den Titeln war ein Sitz im House of Lords verbunden. Nach kurzer Krankheit verstarb Coke im Juni 1842. Der Titel ging auf seinen ältesten Sohn Thomas Coke über.

## Einfluss
Thomas William Coke gilt neben Robert Bakewell und Charles Townshend, 2. Viscount Townshend als eine der Personen, die wesentlich die britische Landwirtschaftsrevolution beeinflussten.
Als Landbesitzer war Coke fest davon überzeugt, dass es zu den Verpflichtungen eines jeden Landbesitzers gehöre, das Leben derer zu verbessern, die auf deren Gütern lebten. Grundsätzliches Verständnis war es, dass der Landbesitzer Felder, Straßen und Gebäude bereitstellte, während der Pächter Samen, die landwirtschaftlichen Geräte und seine Arbeit einbrachte. Zu Cokes Landbesitz gehörten 54 Höfe, und auf seinen Einfluss ist es zurückzuführen, dass diese sich sowohl in der Weidewirtschaft als auch die Viehzucht durch den Anbau von Knäuelgräsern und Luzerne verbesserten. Mit der Folge stieg die Zahl des Viehs, das auf der gegebenen Fläche gehalten werden konnte. Beeinflusst von dem Viehzüchter Robert Bakewell führte er auf seinen Gütern eine selektive Zuchtwahl bei Schafen und Rindern ein und war einer der ersten, der auf seinen Gütern Leicesterschafe hielt. Obwohl Coke persönlich das Fleisch alter Schafrassen bevorzugte, betrieb er über Jahrzehnte eine letztlich erfolgreiche Kampagne, die Haltung dieser alten Rassen auf seinen Gütern und im gesamten County Norfolk aufzugeben.

## Einzelbelege
1. ↑  BBC – History – British History in depth: Agricultural Revolution in England 1500 – 1850 Zugriff vom 30. Mai 2015.
2. ↑  Martins (2009) S. 180.
3. ↑  Martins (2009) S. 33.
4. ↑  Martins (2009) S. 81.
5. ↑   Philip Walling: Counting Sheep. S. 44.

| Vorgänger            | Amt                         | Nachfolger  |
| -------------------- | --------------------------- | ----------- |
| Titel neu geschaffen | Earl of Leicester 1837–1842 | Thomas Coke |

| Personendaten    | Personendaten                              |
| ---------------- | ------------------------------------------ |
| NAME             | Coke, Thomas William, 1. Earl of Leicester |
| ALTERNATIVNAMEN  | Coke of Holkham; Coke of Norfolk           |
| KURZBESCHREIBUNG | britischer Politiker und Agrarreformer     |
| GEBURTSDATUM     | 6. Mai 1754                                |
| GEBURTSORT       | London                                     |
| STERBEDATUM      | 30. Juni 1842                              |